# Choteč (ort i Tjeckien, Pardubice)
Choteč är en ort i Tjeckien.   Den ligger i regionen Pardubice, i den centrala delen av landet, 100 km öster om huvudstaden Prag. Choteč ligger 229 meter över havet och antalet invånare är 278.
Terrängen runt Choteč är platt.Runt Choteč är det ganska tätbefolkat, med 70 invånare per kvadratkilometer. Närmaste större samhälle är Hradec Králové, 14,4 km norr om Choteč. Trakten runt Choteč består till största delen av jordbruksmark.